# Hypercompe dissimilis
Hypercompe dissimilis là một loài bướm đêm thuộc phân họ Arctiinae, họ Erebidae.